# Fokker Eindecker
Fokker Eindecker byl německý jednomístný stíhací letoun z období první světové války, který navrhl nizozemský konstruktér Anthony Fokker. Tento jednoplošník, dokončený v dubnu 1915, byl prvním německým letounem, konstruovaným od počátku jako stíhací. Byl to také vůbec první letoun, vybavený synchronizačním zařízením, díky kterému mohl pilot střílet z kulometu skrz okruh vrtule, aniž by ji poškodil, což byl zásadní technický pokrok.
Díky nasazení Eindeckerů získalo německé letectvo (Luftstreitkräfte) značnou výhodu nad letouny protivníka a to na celé období od července 1915 do počátku roku 1916. Tomuto období, kdy měly spojenecké letouny jen omezené možnosti obrany vůči Eindeckerům, Angličané říkali Fokker Scourge.
Fokker Eindecker vznikl v celkem pěti variantách a 416 kusech:
- Fokker M.5K/MG (A.III) - předsériová varianta, 5 kusů
- Fokker E.I - 68 kusů
- Fokker E.II - 49 kusů
- Fokker E.III - 249 kusů
- Fokker E.IV - 49 kusů

## Vývoj

### První verze

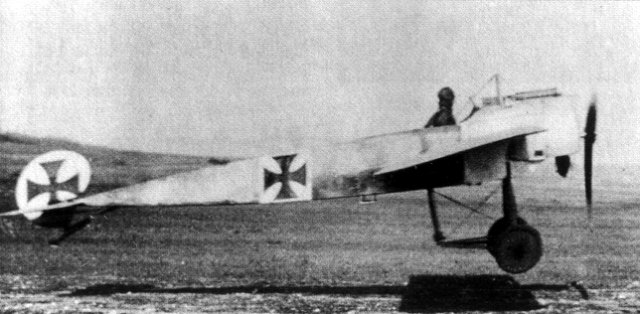
Eindecker při startu

Verze Fokker E.I a Fokker E.II se lišily především motorem. První používal rotační sedmiválec Oberursel U.0 o výkonu 80 hp, který byl kopií francouzského rotačního motoru Gnôme Lambda 80 hp. E.II dostal výkonnější devítiválec Oberursel U I 100 hp, který byl rovněž kopií francouzského motoru firmy Gnôme, tentokrát modelu Gnôme 100 hp. Obě varianty byly stavěny souběžně podle toho, která pohonná jednotka byla zrovna k dispozici. Mnoho E.II bylo dokončeno ve variantě E.III či na ní přestavěno během opravy.
Všechny Eindeckery používaly gravitační palivovou nádrž. Tlak v hlavní nádrži za svými zády musel pilot udržovat pumpou, kterou musel zmáčknout alespoň 8 za hodinu. Letoun měl vyvážené směrové kormidlo i výškovku, přičemž celá svislá ocasní plocha byla pohyblivá. Z tohoto důvodu rychle reagoval při zatáčení a klopení, ale jelikož bylo použito ohýbání křídel namísto křidélek, jeho schopnost bočního náklonu byla jen omezená, což značně snižovalo jeho manévrovací schopnosti.
Konstrukce Eindeckeru vycházela z Fokkerova průzkumného jednoplošníku A.III (inspirovaného francouzským typem Morane-Saulnier Typ H), který byl vybaven synchronizačním zařízením a kulometem Parabellum LMG 14.
První, ovšem nakonec nepotvrzené vítězství letoun dosáhl 1. července 1915, kdy Kurt Wintgens, pilotující jeden z pěti vyrobených předsériových M.5K/MG, sestřelil francouzský dvoumístný hornoplošník Morane-Saulnier Type L. V té době se první kusy E.I dostávaly k bojovým jednotkám. Dva z nejznámějších pilotů Eindeckerů byly německá esa Oswald Boelcke a Max Immelmann, sloužící ve stavu Feldflieger Abteilung 62, kteří dosáhli prvních vítězství v srpnu 1915.

### Konečné verze
Hlavní sériovou verzí letounu byl model Fokker E.III. FeldFlieger Abteilung 62, vedená Oswaldem Boelckem, začala tuto variantu používat koncem roku 1915. Některé z nich byly vyzbrojeny dvěma kulomety Spandau MG 08. Poslední výrobní varianta Fokker E.IV měla nejsilnější motor o výkonu 160 hp a standardní výzbroj dvou kulometů.

## Operační nasazení

### První německá stíhací esa
Celkem 11 německých pilotů, létajících na Eindeckerech, se stalo stíhacími esy s alespoň pěti sestřely. Z nich Boelcke, Immelmann a Wintgens (který se podílel především na zavedení letounu do služby) za své úspěchy obdrželi německé nejvyšší vyznamenání Pour le Mérite (Modrý Max). Z nich nejúspěšnější Oswald Boelcke s Fokkerem Eindecker dosáhl 19 ze svých celkových 40 vítězství, přičemž poslední sestřel s Eindeckerem získal 27. června 1916. Druhý nejúspěšnější pilot, Max Immelmann, dosáhl 15 sestřelů, než v červnu 1916 zahynul při havárii svého E.III.

### Závěr nasazení
Počátkem roku 1916 Spojenci nasadili do boje řadu nových typů letadel, které měly zvrátit dominanci Eindeckerů. Museli si ale poradit s tím, že ještě neznali techniku synchronizace, kterou získali až díky ukořistění jednoho z Fokkerů. Prozatím Britové nasadili letouny s tlačným motorem Airco DH.2 a Royal Aircraft Factory F.E.2 a Francouzi klasický dvouplošník Nieuport 11, nesoucí výklopný kulomet nad horním křídlem. Doba jasné dominance Fokkerů prozatím opravdu skončila.

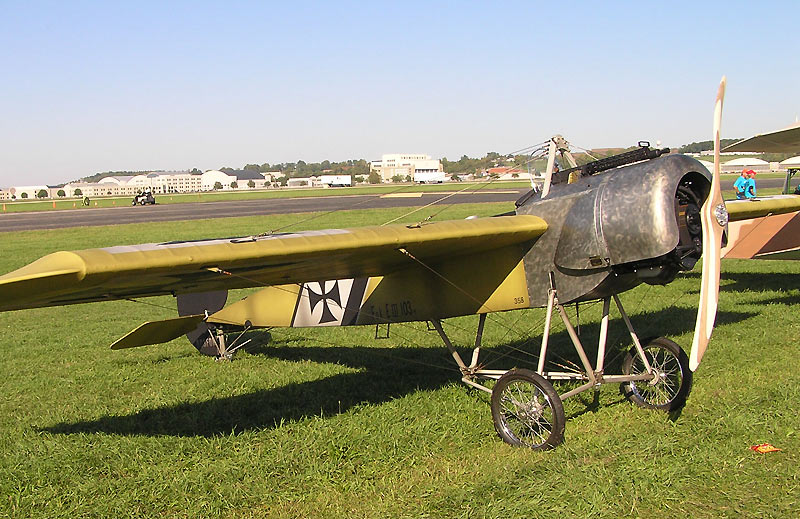
Moderní replika Fokkeru E.III

### Dochovaný kus
Dodnes se dochoval jediný kus. Ten ukořistili Britové, když německý pilot, 8. dubna 1916 omylem přistál se svým E.III na jejich území a byl zajat. Stroj byl zkoušen proti typu Morane-Saulnier Type N a poté přelétl do Anglie k dalším testům. Nakonec byl vystaven v londýnském Science Museum. Originální E.I Maxe Immelmanna přečkal první světovou válku a byl umístěn v muzejní expozici v Drážďanech. Zde ho na konci druhé světové války, podobně jako řadu jiných cenných letounů, první proudový letoun Heinkel He 178 nevyjímaje, zničilo spojenecké bombardování.

## Specifikace (E.III)

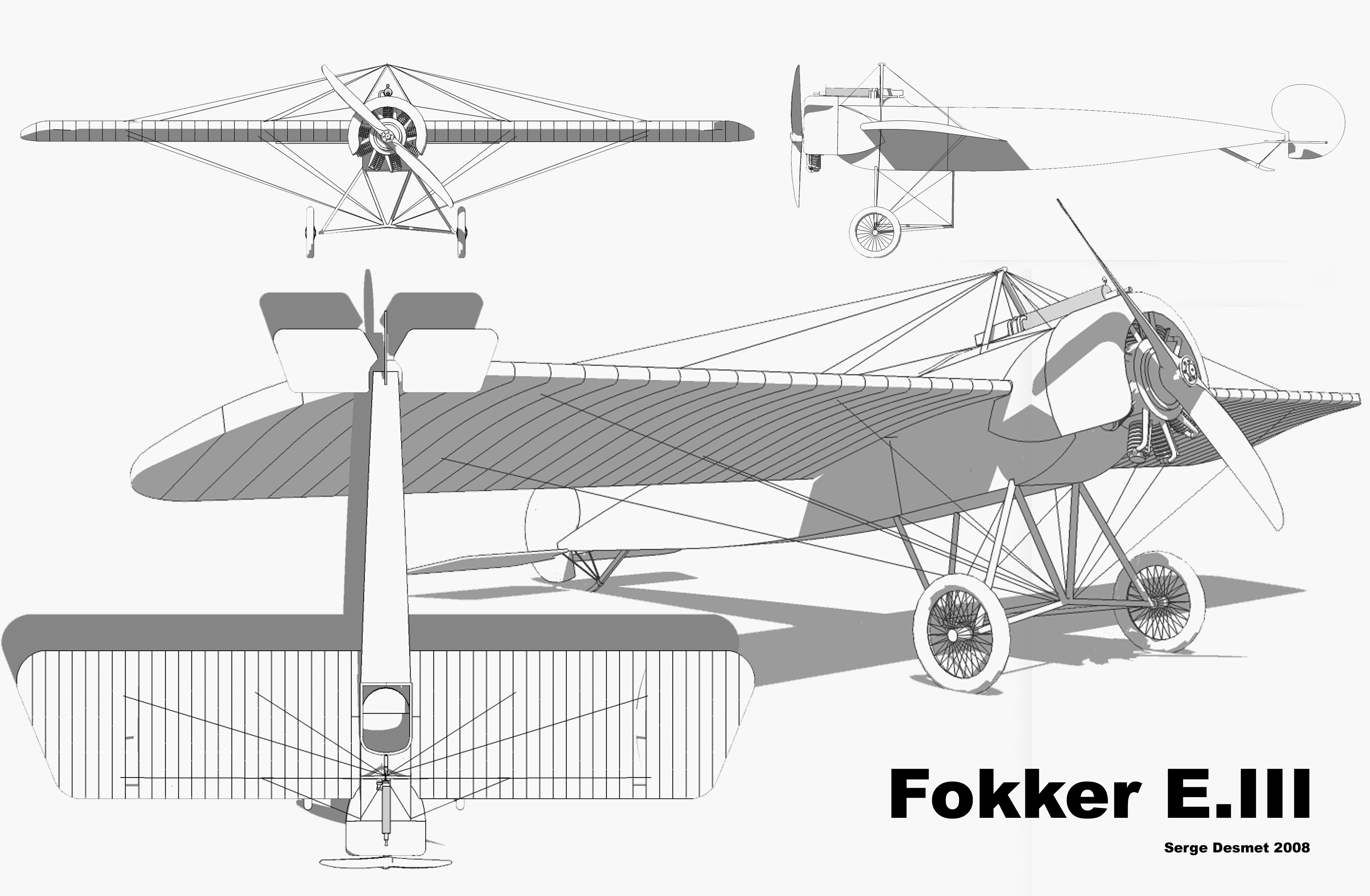
Třípohledový nákres

### Technické údaje
- Osádka: 1 (pilot)
- Rozpětí: 9,52 m
- Délka: 7,30 m
- Výška: 2,89 m
- Hmotnost prázdného letounu: 500 kg
- Vzletová hmotnost: 635 kg
- Pohonná jednotka: 1× vzduchem chlazený, rotační devítiválec Oberursel U.I
  - Výkon pohonné jednotky: 100 k (75 kW)

### Výkony
- Maximální rychlost: 134 km/h
- Vytrvalost: 2 hod. a 45 min.
- Dostup: 3500 m

### Výzbroj
- 1 × synchronizovaný kulomet Spandau lMG 08/15 ráže 7,92 mm